# Amtsgericht Kirchhundem

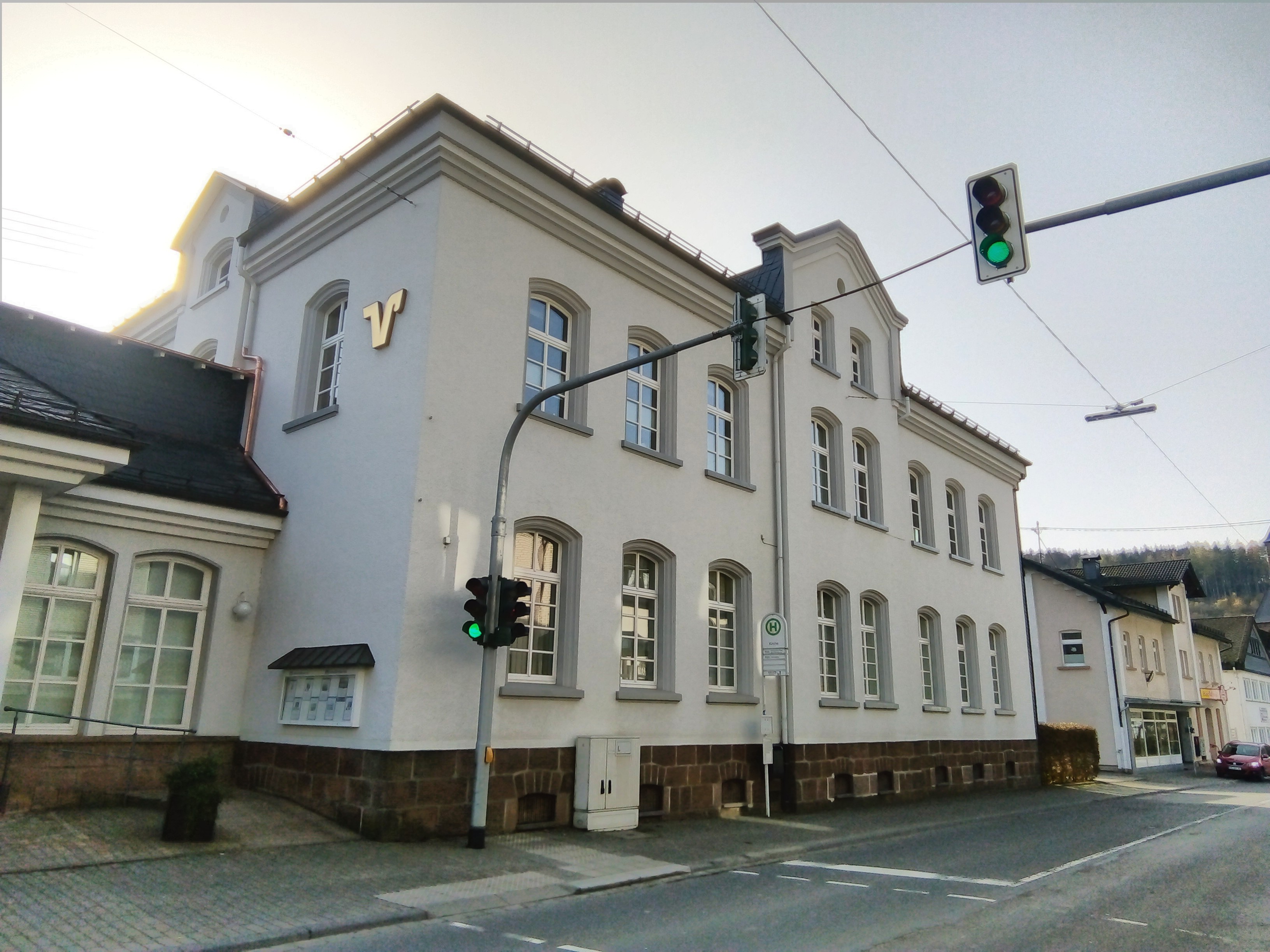
Ehemaliges Gerichtsgebäude (2020)

Das Amtsgericht Kirchhundem war ein Amtsgericht mit Sitz in Kirchhundem im Kreis Olpe (Nordrhein-Westfalen).

## Geschichte
In Kirchhundem bestand von 1849 bis 1879 die Gerichtskommission Kirchhundem des Kreisgerichts Olpe. Im Rahmen der Reichsjustizgesetze wurden 1879 reichsweit einheitlich Oberlandes-, Land- und Amtsgerichte gebildet. Das königlich preußische Amtsgericht Kirchhundem wurde mit Wirkung zum 1. Oktober 1879 als eines von 19 Amtsgerichten im Bezirk des Landgerichtes Arnsberg im Bezirk des Oberlandesgericht Hamm gebildet. Der Sitz des Gerichts war die Gemeinde Kirchhundem. Sein Gerichtsbezirk umfasste aus dem Kreis Olpe das Amt Kirchhundem. Am Gericht bestand 1880 eine Richterstelle. Das Amtsgericht war damit ein kleines Amtsgericht im Landgerichtsbezirk. Am 1. Oktober 1933 wurde das Landgericht Siegen mit dem Preußischen Gesetz über die Neugliederung von Gerichtsbezirken im Bereich der Oberlandesgerichte Frankfurt am Main, Hamm und Köln vom 23. Juni 1933 gegründet und das Amtsgericht Kirchhundem seinem Sprengel zugeordnet.
Im Rahmen einer Justizreform wurde das Amtsgericht zum 31. Dezember 1969 jedoch aufgegeben. Die Gemeinde Kirchhundem gehört seitdem zum Gerichtsbezirk des Amtsgerichts Lennestadt.

## Gerichtsgebäude
Die dem Amt Kirchhundem angehörigen Gemeinden Kirchhundem, Heinsberg, Kohlhagen und Oberhundem finanzierten für das Amtsgericht einen Neubau, dessen Kosten sich auf 68.404 Mark beliefen. Im Jahre 1962 wurde das Gebäude dem Land Nordrhein-Westfalen übertragen, um den Gerichtsstandort zu sichern. Seit 1974 befindet sich im ehemaligen Gerichtsgebäude eine Filiale der Volksbank Bigge-Lenne.